# Manuel Sánchez-Saráchaga
Manuel Sánchez-Saráchaga y Rioz (Valdecilla; 1867-- Valdecilla, 1944) fue médico urólogo español, presidente del Ilustre Colegio Oficial de Médicos de Santander (1918–1920), de la Sociedad Amigos del Sardinero (1917), miembro de la asociación Pro Nuevo Hospital Provincial (1918) y director médico del sanatorio quirúrgico de La Alfonsina (1923).

## Biografía

### Familia
Manuel Sánchez-Saráchaga y Rioz nació en Valdecilla (Cantabria) en 1867. Su hermana Carmen casó con Paulino García del Moral, doctor en medicina y cirugía, segundo cirujano titular de Santander y del hospital civil de la misma. Su otra hermana, Luz, casó con Gabriel María de Pombo e Ybarra, decano de los Mayordomos de semana de S.M. y Gran Cruz de la Orden al Mérito Militar, diputado provincial por Santander.
Contrajo matrimonio con su prima hermana Ángeles Quintanal y Saráchaga, hermana de Fernando Quintanal y Saráchaga, concejal del Ayuntamiento de Santander y diputado provincial, decano del Ilustre Colegio de Abogados de Santander, presidente del Ateneo de Santander y del Real Club de Regatas.
Tuvieron 8 hijos: Fernando, Gabriel, Clara, Ángeles, Pilar, María, Manuel e Isabela.

### Profesional
Obtuvo su licenciatura en Medicina en la Universidad Central de Madrid en 1884. Su profesión la desarrolló en Santander, llegando a ser elegido Presidente del Colegio Oficial de Médicos de Santander, hoy de Cantabria, entre los años 1918-1920. Miembro de la Asociación Pro Nuevo Hospital Provincial en 1918, que iniciaría la Casa Salud de Valdecilla, hoy Hospital Universitario Marqués de Valdecilla.
Se involucró de forma activa con el fomento de Santander como destino veraniego de S.M. el rey Don Alfonso XIII, primero como miembro de la Comisión Ejecutiva que se ocupó de hacer posible la construcción del Palacio de la Magdalenay también como presidente de la Sociedad Amigos del Sardinero en el año 1917, año en que por ejemplo la referida Sociedad construyó e inauguró el Gran Casino Sardinero.